# RSAA
RSAA（あーるえすえーえー、Runs Saved Above Average）とは、野球において、特定の投手が登板時に平均的な投手に比べてどの程度失点を防いでいるかを示す指標である。
算出方法
- RSAA=(リーグ平均失点率-失点率)×投球イニング÷9

## 概要
RSAAがプラスなら平均よりRSAAの数値だけ失点を防いでおり、逆にマイナスなら平均よりもRSAAの数値だけ多く失点していることになる。投球回が多いほど絶対値が大きくなるため、長いイニングを投げる事についても評価される指標である。注意点として、失点は味方の守備力や球場の影響を受けるため失点率をベースとするRSAAは投手の純粋な能力を表す指標ではない。あくまで投球結果を評価する指標である。また、失点率を防御率に置き換えた指標をPitching Runと呼ぶ。
| 選手 (球団)       | リーグ失点率 | 失点率 | 投球回  | RSAA |
| ----------------- | ------------ | ------ | ------- | ---- |
| 新垣渚 (ダイエー) | 5.14         | 3.51   | 192.1回 | 34.8 |
| 岩隈久志 (近鉄)   | 5.14         | 3.23   | 158.2回 | 33.6 |
| 松坂大輔 (西武)   | 5.14         | 3.08   | 146.0回 | 33.4 |

上記の例のように、より多くのイニングを投げることで失点率で勝る投手と同等以上の数値を記録することもある。

### RSWIN
RSAAを勝利数に変換したものをRSWINと呼ぶ。RSAAの単位は得点(失点)だが、リーグやシーズンによって1点の価値は必ずしも等しくない。例えば、2004年パ・リーグの平均得点は5.22、2012年セ・リーグの平均得点は3.14点である。仮にチーム得点力が平均的な場合、前者のリーグでは勝つために5点以内に抑える必要があるが、後者のリーグでは3点でよい。このように勝利に必要な得失点は一定ではないので、当該リーグで勝利に必要な得点を算出し、リーグやシーズンに関わらず価値が等しい勝利数に変換することで、異なる時代やリーグ間での比較が可能となる。得点と勝利数の変換はRuns Per Win(RPW)と呼ばれる指標を利用し、一般的に1勝＝10点前後のシーズンが多い。
- RPW = 10×√{(得点＋失点)÷投球回}

{\displaystyle RSWIN={\frac {RSAA}{RPW}}}
| 選手(年度・リーグ)         | リーグ失点率 | 失点率 | 投球回  | RSAA | RSWIN | リーグRPW |
| -------------------------- | ------------ | ------ | ------- | ---- | ----- | --------- |
| 新垣渚(2004年パ・リーグ)   | 5.14         | 3.51   | 192.1回 | 34.8 | 3.26  | 10.69     |
| 前田健太(2012年セ・リーグ) | 3.22         | 2.01   | 206.1回 | 27.9 | 3.30  | 8.45      |

失点率では前田の方が優秀だが、リーグ平均との差を測るRSAAでは新垣の方が優秀である。しかし、1点の価値を考慮するRSWINでは同等となっている。